# Atelier de poterie antique du Chapeau Rouge de Lyon
L'atelier de poterie antique du Chapeau Rouge ou atelier de Vaise est un atelier de céramiques de l'époque gallo-romaine à Lyon, France.
Il est actif à partir de l'an 40 environ, jusqu'à la fin du Ier siècle.
Le site présente plusieurs originalités : unité de production complète, présence de fosses de tours de potier, et productions incluant plusieurs types de céramiques fabriquées par d'autres ateliers lyonnais.

## Situation
L'atelier du Chapeau Rouge est sous l'école maternelle de la rue du même nom, dans le quartier de Vaise, 9e arrondissement. L'extrémité Est du bâtiment touche le boulevard A. de Saint-Exupéry.

## Découverte
Il est découvert lors des investigations archéologiques en 1999 préalables à la construction d'un ensemble école/crèche/halte-garderie prévu sur environ 1 000 m2 (ceci selon Desbat, responsable de la fouille de 1999-2000. E. Bouvard cite quant à elle l'extension du réfectoire de l'école maternelle du Chapeau Rouge, no 14 boulevard de Saint-Exupéry, mais l'école s'étend jusqu'à la rue du Chapeau Rouge). Les sondages ayant détecté une nécropole et un tronçon de la voie de l'Océan, les fouilles subséquentes mettent également au jour, un mois avant la fin programmée pour les fouilles, les vestiges d'une carrière de schiste, sous la nécropole datée du début du Ier siècle ; et ceux d'un atelier de potier avec aires de tournage, fours et fosses de préparation de l'argile.

## Situation historique
La rue du Chapeau Rouge est la pars rustica (la ZAC Charavay étant la pars urbana) d'une grande villa datée entre les années 30 av. J.-C. et la fin du règne d'Auguste (14 apr. J.-C.) ou de Tibère (37 apr. J.-C.). La zone s'urbanise ensuite avec deux îlots de part et d'autre de voies est/ouest et nord/sud (la voie de l'Océan) ; un premier atelier de poterie s'y installe vers 40 apr. J.-C., au bord de cette voie importante. Vers la fin du Ier siècle, le quartier subit une restructuration importante avec entre autres la voie de l'Océan s'agrandissant pour atteindre 20 m de large ; l'atelier est abandonné vers la même époque et est recouvert d'une nécropole (dont on sait que la voie était bordée en de nombreux endroits).
Au IVe siècle un autre atelier de poterie s'installe dans un des îlots urbains.
Comme on peut s'y attendre dans un lieu doté d'un carrefour de voies, d'un bourg (vicus) et peut-être d'un port, les environs immédiats sont riches en installations de l'époque gallo-romaine, avec une occupation attestée jusqu'aux Ve – VIe siècles apr. J.-C..
L'atelier se trouve au sud de la nécropole, pour laquelle il a vraisemblablement produit des pots funéraires.

## Description

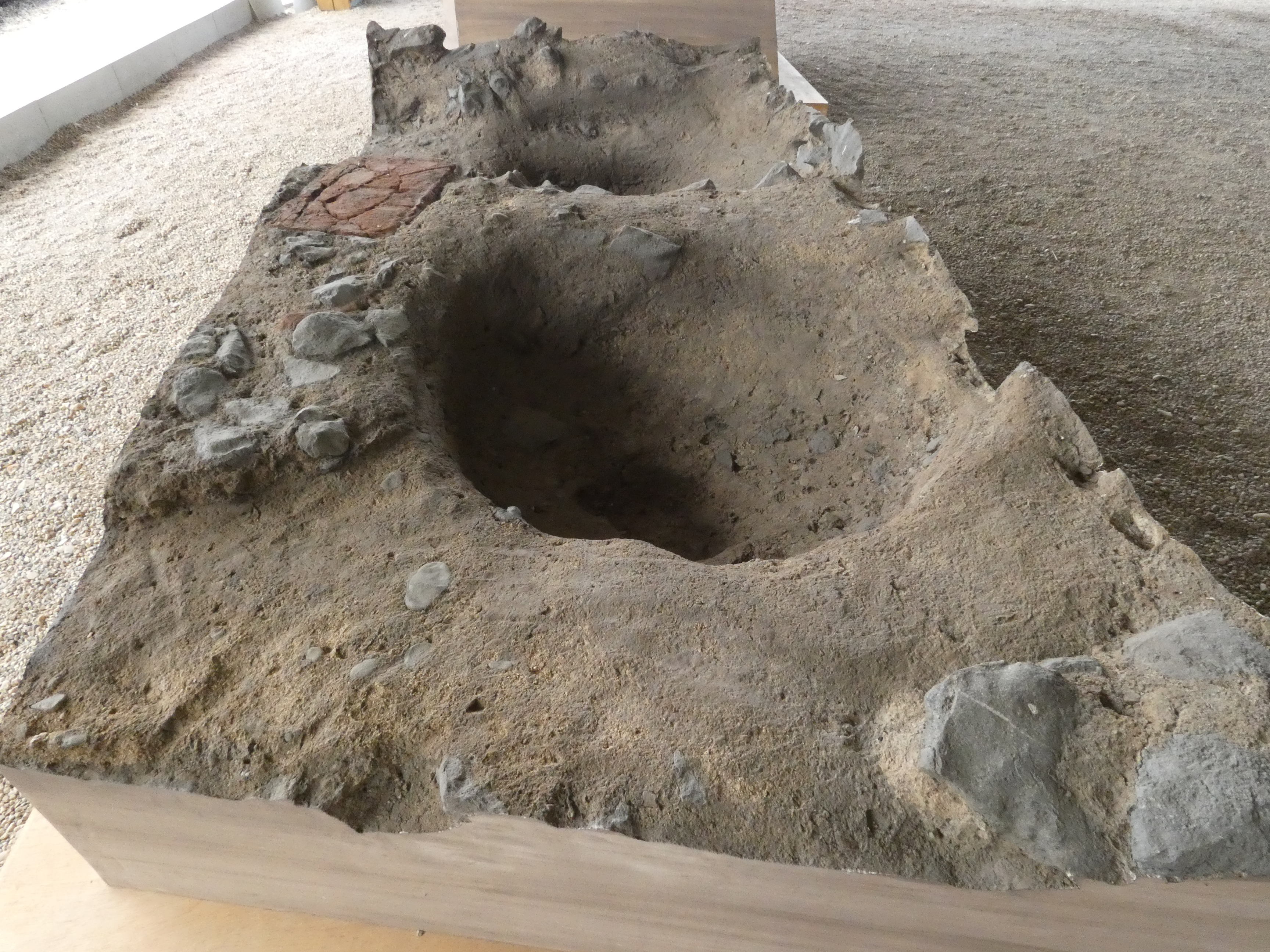
Aire de tournage

Son bâtiment de 18 × 9 m est accolé à l'enclos de la nécropole : son mur nord double en partie celui de la nécropole. L'entrée se trouve dans le mur ouest, s'ouvrant sur un grand trottoir de 3 m de large et sur la voie romaine (la voie de l'Océan). Des cloisons à pans de bois (poteaux de 10 cm de section, espacés de 50 cm) et hourdis de brique crue divisent la partie ouest du bâtiment en quatre pièces : deux pièces (C et D) de 3,6 × 4 m au fond, et deux pièces (A et B) de 4 × 8 m en façade (voir plan dans Desbat et al.  2000, p. 19). La pièce à l'est (E) fait 8,5 × 5 m ; elle a un sol jaune en terre battue, comme plusieurs pièces de l'atelier à l'ouest. Les plafonds sont hauts : 4 m minimum.
Il a livré un total de six fours, trois fosses de préparation d'argile et neuf emplacements de tours, le tout n'ayant pas fonctionné simultanément.
L'intérêt principal de ce site est la mise au jour d'un ensemble de production complet. La mise au jour de fosses de tour est également une rareté : bien que les tours rapides soient attestés en Élam (Mésopotamie) vers 3 500 à 3 000 av. J.-C. et que leur usage soit largement répandu dans le monde romain, les traces en archéologie sont encore rares à l'époque de la fouille du Chapeau Rouge (2000). On en trouve à l'atelier de Sallèles-d'Aude, à Beaumont-sur-Oise, Beuvraignes ou La Boissière-École. Chapeau Rouge en livre plusieurs - mais pas de tours à pied, qui n'existent pas encore, du moins dans le monde romain ou grec ; ce sont des tours à main ou des tours au bâton,.

## Évolution, productions
L'atelier a produit simultanément ou consécutivement des céramiques à paroi fine techniquement identiques à celles de la Butte, des lampes et des poteries communes à pâte claire ou sombre.
L'atelier utilise plusieurs sortes d'argile, dont les compositions ont été analysées à la suite des fouilles extensives des années 1999-2000.
Entre les années 40-70, il produit des vases directement inspirés des céramiques hispaniques.
Dans sa dernière phase, l'atelier semble ne plus produire que des céramiques à usage culinaire.
Trois étapes principales rythment l'évolution de l'atelier.

### L'installation, les débuts

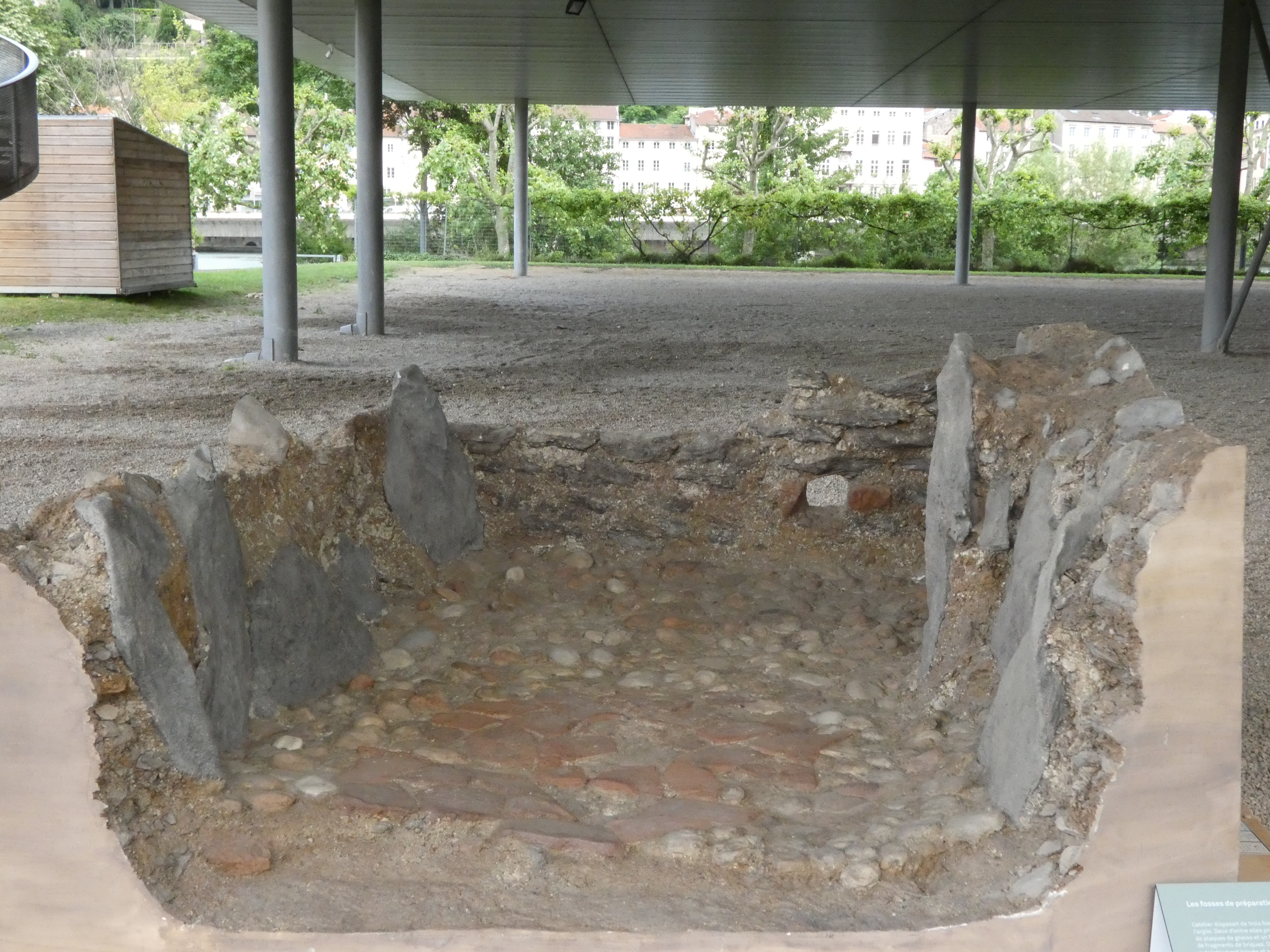
Fosse de préparation de l'argile

(Plan montrant la disposition de l'atelier dans la première phase, dans Desbat et al.  2000, p. 19.)
Il est installé sur une partie de la carrière remblayée avec des éclats de taille mêlés à des tessons de céramique, dont des sigillées de la Graufesenque (Drag. 15/17, Drag. 24/25, Drag. 29) qui permettent de dater le bâtiment vers 40 apr. J.-C..
Ses débuts semblent modestes, avec un seul four circulaire (F6,) dans la pièce B au sud-ouest.
La pièce A abrite un tour et un bassin (bac) de préparation d'argile ; deux autres tours se trouvent dans les pièces C et D. La pièce E ne montre aucune installation artisanale ; elle a peut-être servi de logement ou de meunerie car des fragments de meule à grain en basalte ont été retrouvés sur le sol et sous le mur du four F1. Un égout maçonné et couvert de dalles de schiste part de cette pièce près du mur ouest, traverse le mur puis la pièce C et enfin la pièce A, en ligne droite.

### Le développement
(Plan montrant la disposition de l'atelier dans la deuxième phase, dans Desbat et al.  2000, p. 20, avec une restitution volumétrique p. 21.)
Le four F6 est démoli et remblayé et trois nouveaux fours sont construits.
Dans la pièce A le long du mur nord sont installés deux tours et un bassin de préparation de l'argile, et un troisième tour dans la même pièce côté sud. Le fond du bassin est couvert de galets, les côtés sont en plaques de schiste.
La pièce B, celle du premier four, est maintenant vide ; elle sert peut-être d'espace de séchage et/ou de stockage.
La pièce C est aussi dotée d'un tour et d'une fosse qui plus tard sert de dépotoir.
Un four quadrangulaire (F4) est construit dans la pièce D.
Le sol de la pièce E est surélevé avec un remblai d'éclats de schiste de plus de 1 m d'épaisseur, dans lequel est installé un bassin de préparation d'argile de 2 × 1,40 m pour 60 cm de profondeur, construit lui aussi de galets au fond et de plaques de schiste pour les côtés. Il est alimenté en eau par une ouverture circulaire ménagée dans le mur du fond (mur est ?). Deux fours (F1 et F2) sont construits dans l'angle nord-ouest de la pièce.
Une porte se trouve dans le mur Est ; son seuil est fait de dalles calcaires récupérées de l'enclos voisin,.
Au-dessus du four F6, une monnaie de Néron datée entre 54 et 68 indique la date de fin de cette phase.

### Un hiatus entre les2eet3ephases?
Plusieurs éléments semblent indiquer un hiatus entre ces deux phases, pendant lequel une forge a pu être active :
La pièce E est divisée en deux (E1 au nord et E2 au sud) par une cloison de maçonnerie orientée est/ouest, qui semble condamner l'accès aux fours F1 et F2 (ces fours seraient alors hors d'usage). L'égout et le four F6 (premier four circulaire) sont recoupés ultérieurement par des fosses dont le remplissage a livré de nombreuses scories de fer. La forge aurait pu être liée au travail de la carrière (fabrication et réparation des outils de carrier) dont l'activité a dû perdurer tout au long et au-delà de l'existence de l'atelier de poterie.

### Phase finale

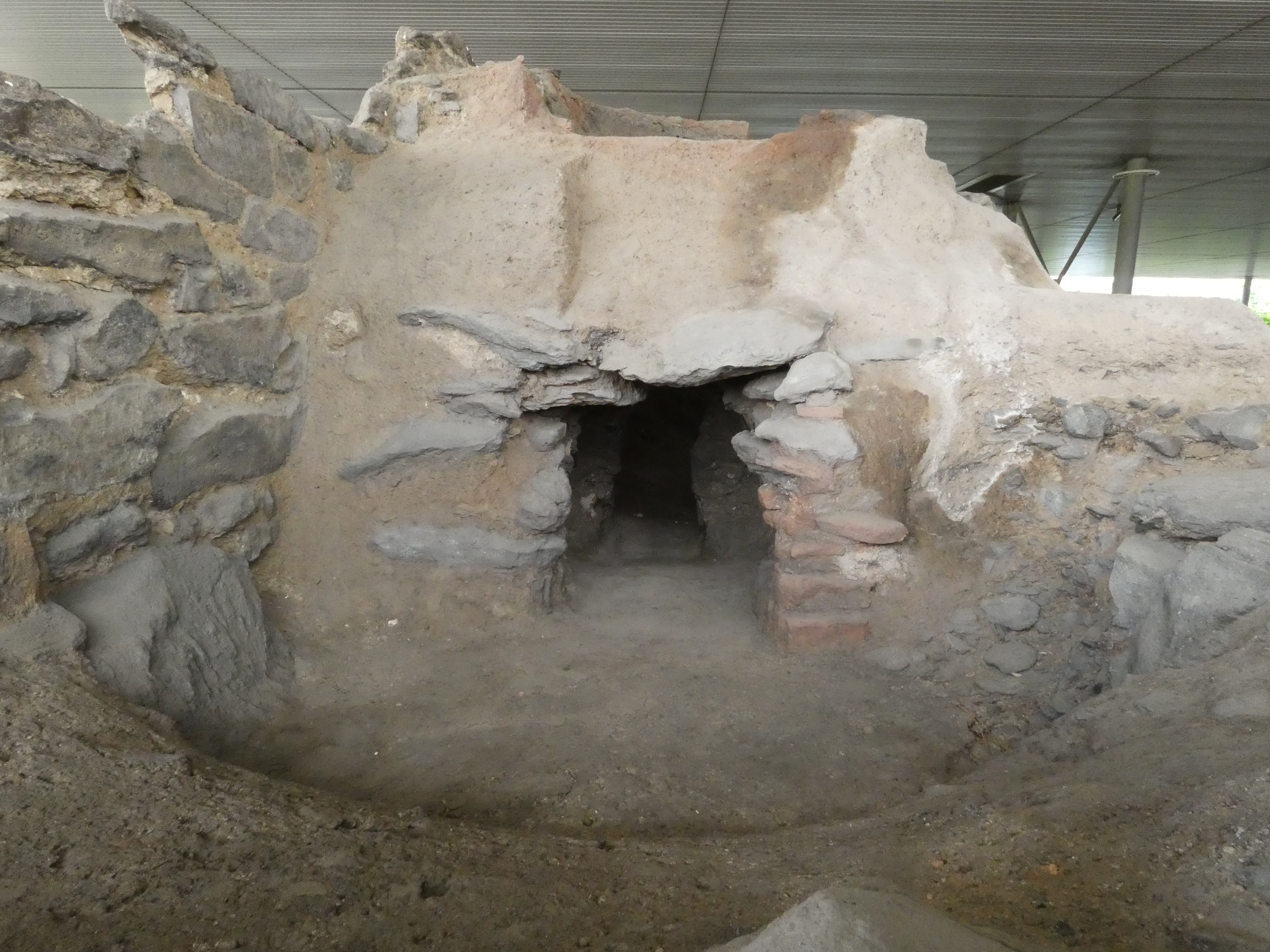
Moulage de four circulaire destiné aux céramiques grises circulaires (dernière période de l'atelier)

(Plan montrant la disposition de l'atelier dans la troisième phase, dans Desbat et al.  2000, p. 23.)
Vers la fin du Ier siècle, deux nouveaux fours circulaires (F3 et F5) sont construits pour la cuisson de céramiques grises.
Dans la pièce E2, le bassin de préparation est comblé avec des rebuts de cuisson : céramiques communes claires, cruches et pots à provision viennent recouvrir la quantité importante d'argile qu'il contient encore. Noter qu'il n'y a plus de bassin de préparation à l'intérieur du bâtiment, ce qui laisse supposer que cette opération se déroule alors à l'extérieur. Le four F3 prend place dans le coin sud-ouest de cette pièce. La porte dans le mur Est est déplacée vers le coin sud-est, toujours dans le même mur.
Le four circulaire F5 est construit dans la pièce A ; il supprime une partie du bassin de préparation d'argile, qui est transformé en fosse d'accès au foyer du four. La pièce contient toujours deux tours.
La pièce C voit son sol recouvert d'éclats de schiste, qui comble la fosse de préparation et la fosse du tour ; deux nouveaux tours sont installés côte à côte contre le mur Est de cette pièce.
La cloison entre les pièces B et D est supprimée (comme indiqué plus haut) et en partie recouverte d'une aire de marchage,.
Le long du trottoir (côté ouest), un mur est construit qui correspond peut-être à un portique en façade.
Trois aires de marchage, dont les locations exactes ne sont pas précisées, sont peut-être utilisées ; elles se manifestent par une aire plane couverte de plusieurs niveaux d'argile superposés.

### L'abandon
L'atelier est abandonné à la fin du Ier siècle. Ses ruines sont peu à peu recouvertes d'éclats de schiste indiquant que la carrière fonctionne toujours. Son emplacement est envahi par la nécropole qui s'installe dans le remblai aux IIe et IIIe siècles et reste active jusqu'au haut Moyen Âge.

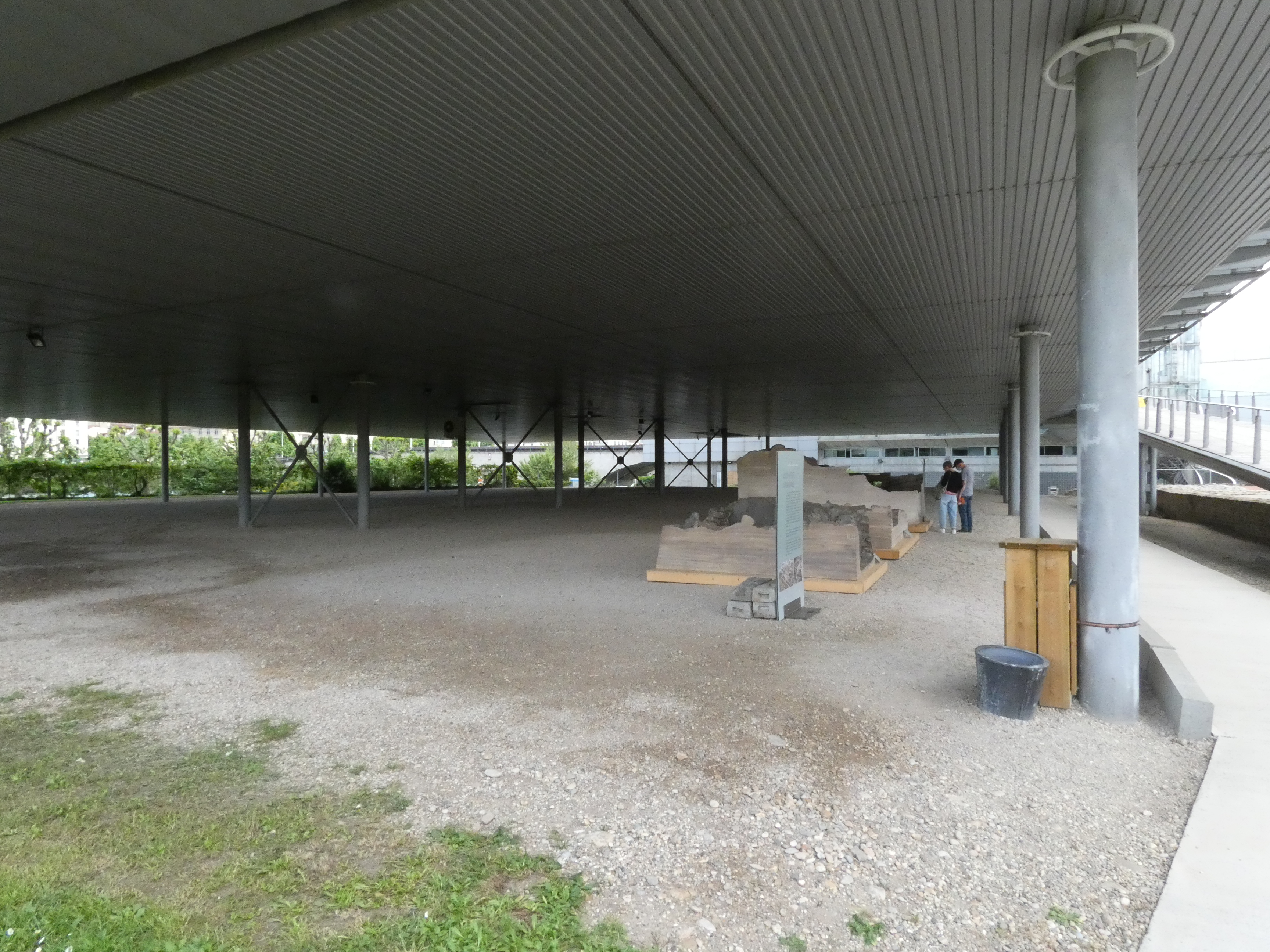
Présentation actuelle,
vue d'ensemble

## Le site en devenir
En l'an 2000 il était prévu que le site bénéficie d'une solution innovante cherchant à parer le désintérêt du public pour les lieux archéologiques in situ : la réalisation d'un fac-similé fonctionnel des installations gallo-romaines, permettant une production expérimentale à l'identique.